# Serra de la Garita
La Serra de la Garita és una serra situada al municipi d'Aitona a la comarca del Segrià, amb una elevació màxima de 221,6 metres.